# Izquierda Republicana

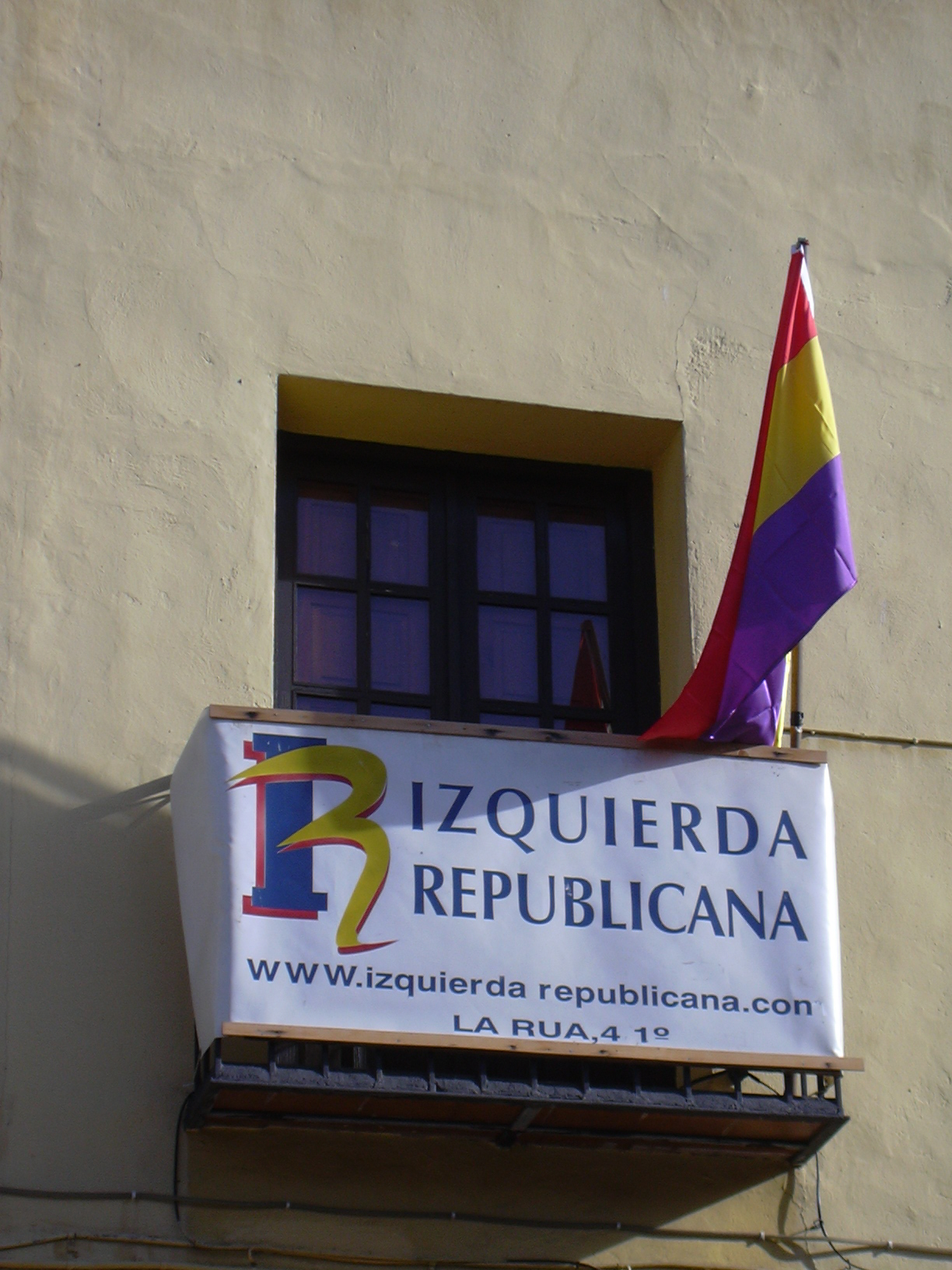
Een kantoor van de IR in León.

Izquierda Republicana (IR, d.i. 'Linkse Republikeinse Partij') was een Spaanse linkse en republikeinse partij die in 1934 was ontstaan uit een fusie tussen Manuel Azaña's Acción Republicana Española, een kleinere sociaaldemocratische partij, de Galicische republikeinen (ORGA) van Santiago Casares Quiroga en enige republikeinse partijtjes. Ideologisch gezien streefde de IR naar handhaving van de republiek, burgerlijk liberalisme, landhervormingen (en verdeling van de grond onder de kleine boeren, en dus niet zoals de communisten en socialisten een collectivisatie van de landbouw) en antiklerikalisme.
In januari 1936 sloot de IR zich met enkele andere progressieve partijen aan bij het Volksfront, dat in februari van dat jaar de verkiezingen won. Manuel Azaña werd daarna minister-president en in mei 1936 president van de Spaanse Republiek. 
Na de machtsovername van Franco in april 1939 werd de IR verboden. Zij herleefde na de terugkeer van de democratie in Spanje (1977).